# Масловський Осип
Осип Масловський (3 лютого 1895 — ?) — стрілець УГА.

## Життєпис
Народився 3 лютого 1895 року в селі Заднишівці Скалатського повіту. Закінчив початкову школу у Підволочиську і гімназію в Тернополі. Вивчав право у львівському університеті та був головою спортивного товариства «Січ». Після розпаду Австро-Угорщини був одним з головних організаторів Листопадового зриву у Підволочиську.
У лавах УГА відступив за річку Збруч, де потрапив у польський полон. У концентраційному таборі для військовополонених у Бельську на Шлеську помер від епідемічного висипного тифу.